# Тасикмалая
Тасикмалая (индон. Tasikmalaya) — город в индонезийской провинции Западная Ява. Тасикмалая расположена на одной (южной) из двух основных автодорог в Центральной Яве, связывающей центр провинции, Бандунг, и Пурвокерто.
Город находится в гористой местности, на высоте 351 метр.

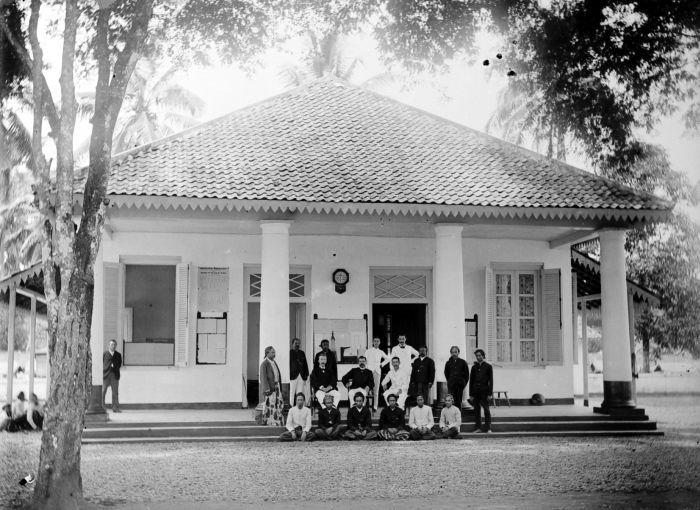
Расположение ассистент-резидента (с 1900 по 1921 год)

Население округа Тасикмалая, включающего город, по состоянию на 2008 год составляло около полутора миллионов, в основном сунды-мусульмане. Имеется также этническое китайское меньшинство. В городе находится множество исламских религиозных школ. В 1948 году город стал центром исламистского сопротивления, известного как Дар-уль-Ислам и ставившего своей целью изгнание из Индонезии голландских колонизаторов и превращения её в государство, управляемое по законам шариата.
Тасикмалая знаменита ремесленным текстильным производством, в частности, росписью батик.